# Damiano Mazza

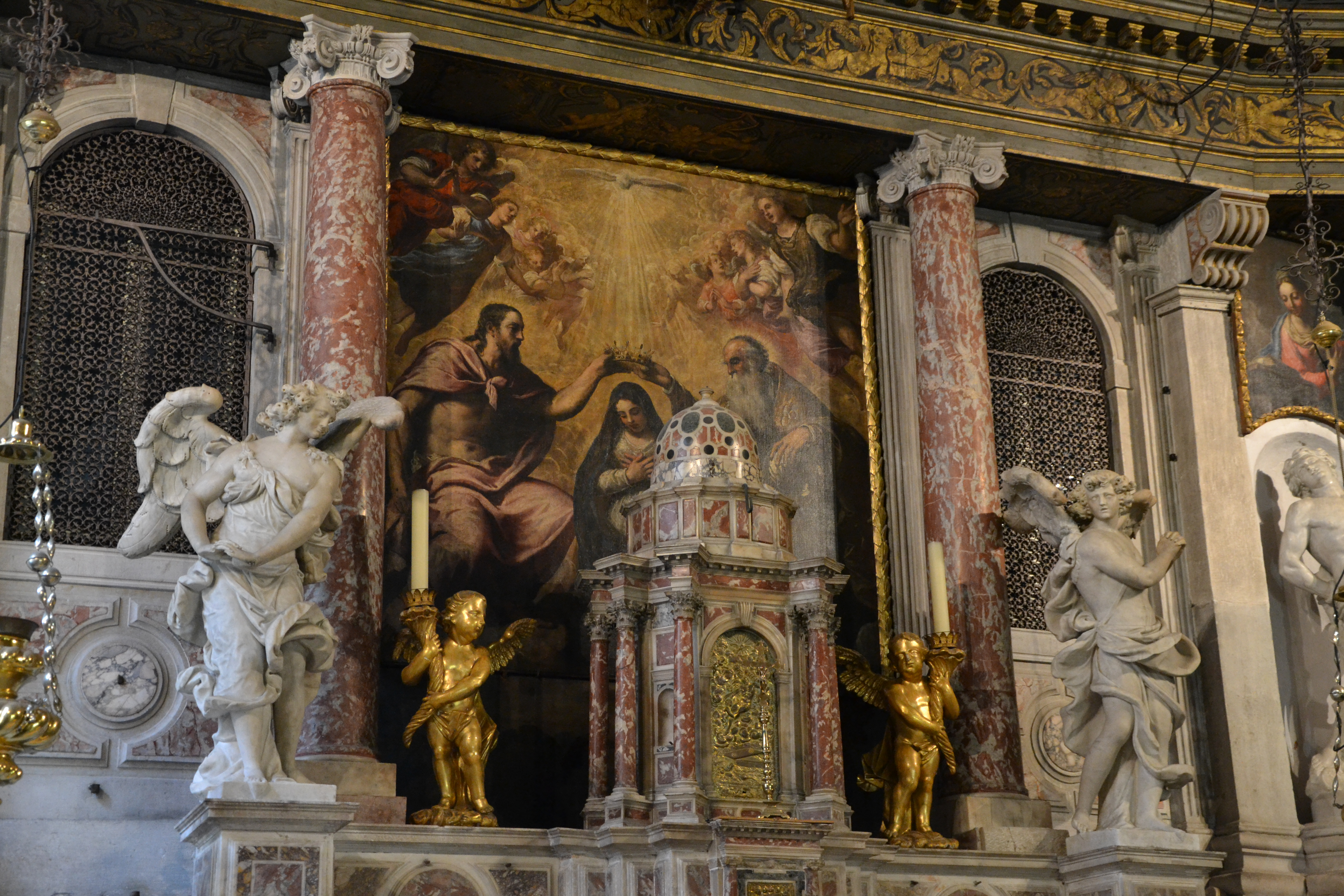
Incoronazione di Maria, Santa Maria dei Derelitti

Damiano Mazza (Padova, 1550 – Venezia, prima del 25 agosto 1576) è stato un pittore italiano del rinascimento, discepolo del Tiziano.

## Biografia

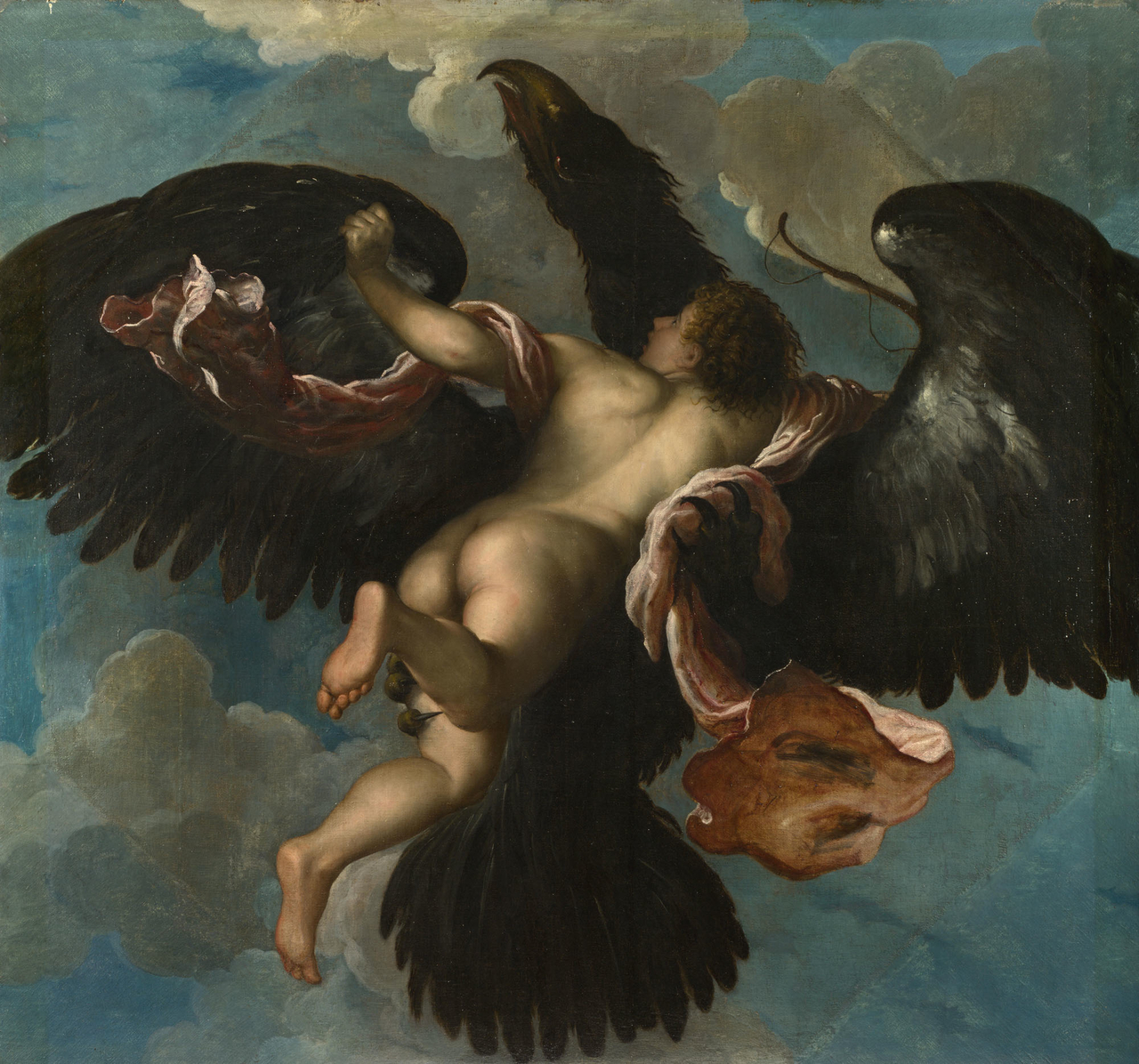
Il rapimento di Ganimede, National Gallery, Londra

Le notizie biografiche relative a questo pittore sono scarse e molte sono congetture: il Ridolfi pensa che fosse nato a Padova nel 1550, perché in un necrologio dei provveditori alla Sanità del 25 agosto 1576, si riporta un Damiano pittore de anni 26, morto nella parrocchia dei Santi Apostoli a Venezia.
Un'ulteriore congettura è proposta da S. Scarpa: il poeta Orsatto Giustinian potrebbe essere stato cugino di Damiano, perché la madre del Giustinian era una Mazza e, inoltre, perché aveva rapporti di familiarità proprio con un pittore di nome Damiano, come detto in un sonetto dedicato all'amico Celio Magno, dove il poeta afferma di consolarsi per la sua mancanza grazie al ritratto eseguito dal mio buon Damian.
Si può ritenere che sia stato lo stesso Giustinian a introdurlo nell'ambiente pittorico di Venezia e dargli la possibilità di frequentare lo studio di Tiziano, come riportato dal Ridolfi. Una conferma a questa ipotesi è data dalla forte influenza di Tiziano nelle rare opere certe del Mazza, come la pala dell'Ascensione di Cristo con i santi Felice e Fortunato per la chiesa parrocchiale di Noale, che valse al pittore un compenso di 44 lire nel 1573.
Nel maggio 1573 il capitolo della chiesa di San Silvestro di Venezia concesse all'arte de’ mercadanti da vin un altare con una nuova dedicazione alla Croce, per il quale il Mazza, avvalendosi forse di qualche collaboratore, eseguì la pala raffigurante i Santi Silvestro, Andrea, Nicolò, Elena e l’imperatore Costantino, ora a Bologna, nella Pinacoteca nazionale.
L'8 ottobre 1575 Giovan Battista Contarini, governatore dell'ospedaletto di Santa Maria della Pietà, stipulò un contratto con i tagliapietra Pasqualin e Marchio per l'edificazione dell'altar maggiore della Chiesa dell'Ospedaletto, su disegno di Andrea Palladio. Per questo altare, modificato a più riprese nel secolo successivo, Domenico realizzò l'Incoronazione della Vergine, che è l'ultima sua opera certa.
Non si conosce la data esatta di morte, avvenuta a Venezia prima del 25 agosto 1576, come riportato nel già citato necrologio.